# Cheumatopsyche pinula
Cheumatopsyche pinula är en nattsländeart som beskrevs av Donald G. Denning 1952. Cheumatopsyche pinula ingår i släktet Cheumatopsyche och familjen ryssjenattsländor. Inga underarter finns listade i Catalogue of Life.